# Alan Soutar
Alan Soutar (Arbroath, 10 januari 1978), is een Schots darter die uitkomt voor de Professional Darts Corporation (PDC).
In 2013 was Soutar een van de spelers voor het Schotse team op de WDF World Cup, waarin Soutar met Schotland het teamonderdeel won.
In 2021 haalde Soutar een PDC Tourcard voor 2021 en 2022.

## PDC-carrière
Op zijn eerste hoofdtoernooi, de UK Open 2021, had Soutar meteen al succes; hij versloeg vijfvoudig wereldkampioen Raymond van Barneveld met 6-3. Uiteindelijk haalde Soutar de laatste zestien na overwinningen op Mickey Mansell, Stephen Bunting en Ron Meulenkamp. In de laatste zestien verloor Soutar van Dave Chisnall. Hij plaatste zich ook voor de Players Championship Finals 2021. Hier verloor hij in de 1e ronde. Op het PDC WK van 2021 won hij achtereenvolgens van Diogo Portela, Mensur Suljović en José de Sousa, voordat hij verloor van Callan Rydz.
Via de Qualifier voor Tour Card-houders wist Soutar zich in 2022 te plaatsen voor de Grand Slam of Darts. In de groepsfase kwam de Schot een groep met Nathan Aspinall, Peter Wright en Fallon Sherrock door. Zodoende mocht hij het in de tweede ronde opnemen tegen Jonny Clayton. Deze wedstrijd won hij met 10-8. In Soutars eerste kwartfinale op een hoofdtoernooi wachtte vervolgens opnieuw Nathan Aspinall, die de partij met 16-12 won.
Op 12 juni 2024 versloeg de Schot op Players Championship 11 achtereenvolgend Steve Beaton, Martin Lukeman en Danny Noppert, waarop hij met een gemiddelde van 107,73 won van Ritchie Edhouse. Zo plaatste hij zich voor de kwartfinale, waarin hij Niels Zonneveld passeerde. In de halve finale wist Soutar Dirk van Duijvenbode te kloppen met een moyenne van 102,15 en uitslag van 7-0. Op die manier bereikte hij de finale, waarin hij ten koste van Daryl Gurney met een eindstand van 8-7 de titel greep.

## Resultaten op Wereldkampioenschappen

### BDO
- 2011: Laatste 32 (verloren van Willy van de Wiel met 1-3)
- 2016: Voorronde (verloren van Craig Caldwell met 1-3)

### WDF
- 2013: Kwartfinale (verloren van Stephen Bunting met 4-5)
- 2015: Laatste 128 (verloren van Franck Guillermont met 2-4)
- 2019: Laatste 32 (verloren van David Cameron met 0-4)

### PDC
- 2022: Laatste 16 (verloren van Callan Rydz met 1-4)
- 2023: Laatste 16 (verloren van Gabriel Clemens met 1-4)
- 2025: Laatste 96 (verloren van Kai Gotthardt met 1-3)

## Trivia
Naast darter is Soutar ook brandweerman van beroep en traint hij blindengeleidehonden.